# Никитин, Максим Петрович
Макси́м Петро́вич Ники́тин (род. 23 сентября 1986, Москва) — российский учёный-физик и биофизик, доктор физико-математических наук. Заведующий лабораторией нанобиотехнологий МФТИ и научный руководитель направления «Нанобиомедицина» Научно-технологического университета «Сириус». Лауреат Государственной премии РФ (2024) за открытие фундаментального механизма «молекулярной коммутации» ДНК.

## Биография
- 1986 — родился 23 сентября в Москве.[4]
- 2004—2010 — обучался в МФТИ, факультет прикладной математики и физики; диплом с отличием.[5]
- 2013 — защитил кандидатскую диссертацию «Многофункциональные магнитоуправляемые нано- и микроагенты и методы их регистрации in vivo для биомедицинских применений» в ИБХ РАН.
- 2014 — возглавил лабораторию нанобиотехнологий МФТИ.[5]
- 2020 — научный руководитель направления «Нанобиомедицина» НТУ «Сириус».[6]
- 2023 — присуждена степень доктора физико-математических наук.
- 2024 — удостоен Государственной премии РФ.[7][2]

## Научная деятельность
Никитин исследует создание «умных» наноматериалов, способных к адресной доставке лекарств и биосенсорике in vivo. В 2022—2024 годах экспериментально доказал, что передача генетической информации возможна за счёт слабых некомплементарных взаимодействий ДНК («молекулярная коммутация») — открытие, пересматривающее классическую модель двойной спирали.

## Избранные публикации
- Nikitin M. P. et al. «Non-complementary strand commutation…» // *Nature Chemistry*. 2023.
- Nikitin M. P. et al. «Phage-mimicking nanoagents…» // *Biosensors & Bioelectronics*. 2022.
- Nikitin M. P. et al. «Long-Term Fate of Magnetic Particles in Mice…» // *ACS Nano*. 2021.
- Nikitin M. P. et al. «Enhancement of the blood-circulation time…» // *Nature Biomedical Engineering*. 2020.
- Tregubov A. A., Nikitin M. P. «Advanced Smart Nanomaterials…» // *Chemical Reviews*. 2018.[5]

## Награды и признание
- Государственная премия Российской Федерации в области науки и технологий (2024).[1][2][3]
- Премия Президента РФ в области науки и инноваций для молодых учёных (2017).[9]
- Медаль Российской академии наук для молодых учёных (2011).[10]